# Nöchling
Nöchling – gmina targowa w Austrii, w kraju związkowym Dolna Austria, w powiecie Melk. Według Austriackiego Urzędu Statystycznego liczyła 1 062 mieszkańców (1 stycznia 2014).